# Szabolcs Szita
Szabolcs Szita (geboren 1945 in Sopron) ist ein ungarischer Historiker.

## Leben
Szabolcs Szita studierte Geschichte in Budapest und wurde mit einer Dissertation über die  Zwangsarbeit in Ungarn im Zweiten Weltkrieg promoviert. Er habilitierte sich 1994 mit einem Werk über die Rettung von Verfolgten des Nationalsozialismus. Szita wurde 2011 wissenschaftlicher Leiter des Holocaust Dokumentationszentrums in Budapest. Er ist Professor für Geschichte an der Universität Sopron und an der Jüdischen Universität Budapest.

## Schriften (Auswahl)
- Verschleppt, verhungert, vernichtet. Die Deportation von ungarischen Juden auf das Gebiet des annektierten Österreich 1944–1945. Mit einem Vorwort von György Konrád. Aus dem Ungarischen von Tasnádi Ágnes Schmidt, Winfried Schmid. Werner Eichbauer Verlag, Wien 1999, ISBN 3-901699-10-4
- A Gestapo Magyarországon: A terror és a rablás történetéből. Budapest: Korona, 2002
- Zwangsarbeit. Todesmärsche, Überleben durch Hilfe. Budapest: Velcsov, 2004
- Trading in Lives? Operations of the Jewish Relief and Rescue Committee in Budapest, 1944–1945. Budapest: Central European University Press, 2005, ISBN 963-7326-30-8
- Ungarn in Mauthausen. Ungarische Häftlinge in SS-Lagern auf dem Territorium Österreichs. Bundesministerium für Inneres, Wien 2006, ISBN 3-9502183-4-3
- Die Besetzung Ungarns am 19. März 1944 – Die ersten Tage, über die Deportationen und das KZ Mauthausen
- The Power of humanity. Raoul Wallenberg and his aides in Budapest. Budapest: Corvina, 2012